# Ishizuka Tomoji
Ishizuka Tomoji (jap. 石塚 友二; * 20. September 1906 in Sasaoka, Präfektur Niigata; † 8. Februar 1986 in Kamakura) war ein japanischer Haiku-Dichter und Schriftsteller.
Ishizuka kam 1924 nach Tokio, wo ihn sein Freund Naka Kōhei als Schüler bei dem Romanautor Yokomitsu Riichi einführte. Als Haiku-Dichter schloss er sich der Gruppe um Hasegawa Reiyoshi an. Seit 1933 veröffentlichte er Haikus im Magazin Ashibi (馬酔木), das von Mizuhara Shūōshi geleitet wurde. Zur gleichen Zeit begann er für den Verlag Tembōsha zu arbeiten, das Magazin Buntai (文体) herauszugeben und schloss sich der Schriftstellergruppe Hotaka Tokuzo an.
1935 gründete er den Verlag Sara und veröffentlichte Werke von Yokomitsu Riichi, Kawabata Yasunari, Nakamura Kusatao und Ishida Hakyō. Mit Ishida gründete er das Haiku-Magazin Tsuru (鶴). Mit der Veröffentlichung seiner Anthologie Hōsun Kyojitsu (方寸虚実) 1940 erlangte Ishizuka Anerkennung als bedeutender Haikudichter. Seit 1942 wurde er auch als Romanschriftsteller bekannt. Nach dem Tod Ishidas 1969 wurde er Leiter des Magazins Tsuru.

## Werke
- Hōsun Kyojitsu (方寸虚実), Gedichte
- Isokaze (磯風), Gedichte
- Kōjin (光塵), Gedichte
- Tamanawa-shō (玉縄抄), Gedichte
- Matsukaze (松風), Roman
- Seishun (青春), Roman
- Hashimori (橋守), Roman